# Атаджанов Аліхан Рахматович
Аліхан Рахматович Атаджанов (29 вересня 1938, місто Ташкент, тепер Узбекистан) — радянський узбецький державний діяч, 1-й секретар Кашкадар'їнського обласного комітету КП Узбекистану, заступник голови Кабінету міністрів Узбецької РСР — міністр праці Узбецької РСР. Член Центральної контрольної комісії КПРС у 1990—1991 роках. Депутат Верховної ради Узбецької РСР 10—11-го скликань. Народний депутат СРСР (1989—1991). Кандидат економічних наук.

## Життєпис
У 1960 році закінчив Середньоазіатський політехнічний інститут у Ташкенті.
У 1960—1961 роках — майстер управління «Таджиквибухпром» у місті Душанбе.
У 1961—1967 роках — інженер, старший інженер, начальник відділу тресту «Ташгаз»; головний спеціаліст, начальник відділу, начальник служби управління «Узбекгаз»; начальник республіканської інспекції «Узгазнагляд»; керуючий тресту «Ташпромкомунгаз».
Член КПРС з 1963 року.
У 1967—1970 роках — інструктор відділу ЦК КП Узбекистану.
У 1970—1978 роках — начальник Головного управління Ради міністрів Узбецької РСР із газифікації.
У 1975 році закінчив Заочну Вищу партійну школу при ЦК КПРС.
У 1978—1979 роках — голова Державного комітету Узбецької РСР із газифікації.
У 1979—1988 роках — начальник виробничого промислового об'єднання «Союзузбекгазпром» Міністерства газової промисловості СРСР.
6 квітня 1988 — 3 січня 1989 року — заступник голови Ради міністрів Узбецької РСР.
3 січня — 3 травня 1989 року — 1-й заступник голови Ради міністрів Узбецької РСР — голова Державного планового комітету Узбецької РСР.
3 травня — 3 серпня 1989 року — заступник голови Ради міністрів Узбецької РСР — голова Державного планового комітету Узбецької РСР.
27 липня 1989 — 6 травня 1991 року — 1-й секретар Кашкадар'їнського обласного комітету КП Узбекистану.
Одночасно в березні 1990 — 7 травня 1991 року — голова Кашкадар'їнської обласної ради народних депутатів.
З 8 травня 1991 року — заступник голови Кабінету міністрів Узбецької РСР — міністр праці Узбецької РСР.
Потім — на пенсії.

## Нагороди
- орден Трудового Червоного Прапора (1981)
- медалі